# Amblyteles pealei
Amblyteles pealei là một loài tò vò trong họ Ichneumonidae.